# سیارک ۷۱۹۷
سیارک ۷۱۹۷ (به انگلیسی: 7197 Pieroangela، نامگذاری:1994BH) هفت هزار و صد و نود و هفتمین سیارک کشف شده‌است که در ۱۶ ژانویه ۱۹۹۴ کشف شد.
قدر مطلق سیارک برابر ۱۳٫۴۰ است.